# Pinnigorgia platystoma
Pinnigorgia platystoma is een zachte koraalsoort uit de familie Gorgoniidae. De koraalsoort komt uit het geslacht Pinnigorgia. Pinnigorgia platystoma werd in 1910 voor het eerst wetenschappelijk beschreven door Nutting. 